# Adolfo Viterbi
Adolfo Viterbi (Mantova, 27 settembre 1873 – Ansa di Sant'Osvaldo (Basso Piave), 18 novembre 1917) è stato un matematico e geodeta italiano.

## Biografia
Nato in una ricca famiglia ebraica mantovana, il padre Alessandro era commerciante e possidente, iniziò gli studi universitari a Bologna laureandosi in Matematica a Messina nel 1896 e in Ingegneria civile a Padova nel 1902. Dal 1903 cominciò ad insegnare all'Università degli Studi di Pavia, dove nel 1910 si aggiudicò con concorso la cattedra di Geodesia teorica.
Allo scoccare del conflitto mondiale si arruolò nel Genio Militare, sospinto da un forte spirito patriottico. Si distinse nel corso dell'offensiva austriaca in Trentino del 1916 meritandosi una medaglia di bronzo al valore, oltre che a una ferita al braccio destro. Conseguì promozioni sul campo, fino al grado di Capitano utilizzando le sue conoscenza scientifiche per importanti lavori di cartografia militare. Mentre stava stendendo una carta topografica sull'ansa di Sant'Osvaldo del fiume Piave, fu colpito dal fuoco nemico. Gli fu conferita alla memoria una medaglia d'argento al valor militare. Inizialmente sepolto a Monastier del Piave, fu riportato nella città natale il 21 settembre 1921.